# Caroline Lee Hentz
Caroline Lee Hentz (Lancaster, Massachusetts, 1 de juny de 1800 - Marianna, Florida, 11 de febrer de 1856) fou una escriptora nord-americana.
Es casà ben joveneta amb un plantador de Carolina del Sud i va escriure novel·les en favor de l'esclavatge i del modus vivendi del Sud. Autora de Lovell's Folly, 1833; De Lara, or, The Moorish Bride, 1843; Aunt Patty's Scrap-bag, 1846; Linda, or, The Young Pilot of the Belle Creole, 1850; Rena, or, The Snow Bird, 1851; Eoline, 1852; Ugly Effie, or, the Neglected One and the Pet Beauty, 1852; Marcus Warland, 1852; The Planter's Northern Bride, 1854; The Banished Son, 1856; Courtship and Marriage, 1856; Ernest Linwood, 1856; The Lost Daughter, 1857 i altres. La seva obra fou força apreciada entre els lectors sudistes, que sovint s'hi veien reflectits.